# EKZ CrossTour Dielsdorf
De EKZ CrossTour Dielsdorf is een voormalige veldrit, die van 2013 tot en met 2015 werd georganiseerd in Dielsdorf, Zwitserland. De veldrit maakte in 2014 en 2015 onderdeel uit van de EKZ CrossTour. 

## Erelijst

### Mannen elite
| Datum      | Klassement    | Cat. | Winnaar           | Tweede                | Derde            |
| ---------- | ------------- | ---- | ----------------- | --------------------- | ---------------- |
| 04/10/2015 | EKZ CrossTour | C1   | Clément Venturini | Dieter Vanthourenhout | Francis Mourey   |
| 05/10/2014 | EKZ CrossTour | C1   | Francis Mourey    | Clément Venturini     | Enrico Franzoi   |
| 06/10/2013 | Losse cross   | C2   | Lars van der Haar | Francis Mourey        | Corné van Kessel |

### Vrouwen elite
| Datum      | Klassement    | Cat. | Winnaar         | Tweede            | Derde                 |
| ---------- | ------------- | ---- | --------------- | ----------------- | --------------------- |
| 04/10/2015 | EKZ CrossTour | C1   | Pavla Havlíková | Hanka Kupfernagel | Sina Frei             |
| 05/10/2014 | EKZ CrossTour | C1   | Eva Lechner     | Nicole Koller     | Lucie Chainel-Lefèvre |